# Каракумський сільський округ (Аральський район)
Караку́мський сільський округ (каз. Қарақұм ауылдық округі, рос. Каракумский сельский округ) — адміністративна одиниця у складі Аральського району Кизилординської області Казахстану. Адміністративний центр — село Абай.
Населення — 2425 осіб (2021; 2583 у 2009, 2580 у 1999, 2989 у 1989).
Станом на 1989 рік існувала Каракумська сільська рада (села Абай, Кірово, Кокаша, Мойнак, Туйма). Пізніше село Мойнак увійшло до складу Аралкумського сільського округу. 2018 року було ліквідовано село Кокаша.

## Склад
До складу округу входять такі населені пункти:
| Населений пункт   | Колишні назви | Населення, осіб (1989) | Населення, осіб (1999) | Населення, осіб (2009) | Населення, осіб (2021) |
| ----------------- | ------------- | ---------------------- | ---------------------- | ---------------------- | ---------------------- |
| Абай, село        | -             | 2072                   | 2047                   | 2206                   | 2108                   |
| Єрімбетжага, село | Кірово        | 392                    | 325                    | 343                    | 317                    |
| Кокаша, село      | -             | 335                    | 208                    | 34                     | -                      |
| Туйма, село       | -             | 190                    | -                      | -                      | -                      |